# Гай Сайнър
Гай Сайнър (среща се и като Гай Синър; на английски: Guy Siner) е американо-английски актьор. Познат е на широката публика като лейтенант Грубер от сериала Ало, ало!.

## Биография

### Ранни години
Сайнър е роден в Ню Йорк Сити. Баща му е американец, роден в Нюарк, Ню Джърси, а майка му е англичанка, родена в Бексхил он Сий, Съсекс. Майка му решава да учи в Англия и семейството се връща там, когато той е петгодишен. След държавното училище завършва Драматичната академия „Уебър Дъглас“ в Лондон.

### Кариера
Най-значителната му роля е на хомосексуалния лейтенант Хуберт Грубер в сериала „Ало, ало!“ между 1982 и 1992 година. Други филми с негово участие са:„Аз, Клавдий“, „Вавилон 5“, „Зайнфелд“, „Стар Трек“, „Доктор Кой“. Освен това има малка роля в Карибски пирати: Проклятието на черната перла (2003).
Има само 10 актьори, участвали едновременно в Стар Трек и Доктор Кой. Сайнър е един от тях.

## Видео игри
Сайнър също озвучава няколко видео игри на Междузвездни войни:
- Star Wars: Jedi Knight II - Jedi Outcast (2002)
- Star Wars: Galactic Battlegrounds (2001)
- Star Wars: Force Commander (2000)
- Star Wars: TIE Fighter (1995)